# Dan Howell
Daniel James Howell, mais conhecido como Dan Howell (Wokingham, 11 de junho de 1991), é um YouTuber, comediante e autor britânico. Ele é mais conhecido pelo seu canal no YouTube, Daniel Howell, que contém mais de 6 milhões de inscritos. Juntamente com Phil Lester, Dan apresentou o programa semanal Dan and Phil na BBC Radio 1, de janeiro de 2013 a agosto de 2014. Atualmente, é autor publicado pela HarperCollins com seu livro de auto-ajuda You Will Get Through This Night, e posta vídeos de tópicos diversos no YouTube, com foco principal na comédia. Mora em Londres com seu parceiro de vida e trabalho Phil.

## Vida Pessoal
Dan nasceu em Wokingham, Berkshire, e cresceu nos subúrbios de Winnersh. Tem um irmão mais novo, Adrian, que, por motivos de privacidade, não comenta muito sobre. Desde sua infância, Dan sempre sofreu com a dificuldade em processar e entender seus próprios sentimentos. Foi criado Protestante por sua avó, mas saiu da igreja para seguir o teatro na adolescência. Enquanto estudava em uma escola só para meninos, onde sofria bullying por não ser tradicionalmente masculino, Dan descobriu-se gay. Segundo o próprio, reprimiu esses sentimentos em uma tentativa de superar, e atualmente entende a repressão como uma homofobia internalizada, por conta do ambiente preconceituoso em que cresceu. Devido a agressão verbal e física que sofria, Dan cometeu uma tentativa de suicídio.
Antes de começar seu canal no YouTube, ele trabalhou nas redes de varejo Focus DIY aos 16 e, depois, na Asda. Depois de frequentar a The Forest School, Dan tirou um ano sabático para estudar e, neste período, começou seu canal no YouTube, primeiramente através do pseudônimo "danisnotonfire". Dan foi para a Universidade de Manchester em 2010 para estudar Direito, mas trancou o curso ainda no início por falta de interesse e para pensar sobre suas escolhas de carreira.
Foi através do YouTube, em 2009, que Dan conheceu Phil Lester, dono do canal AmazingPhil, com o qual desenvolveu uma relação próxima e passou a dividir apartamento. O envolvimento dos dois foi motivo de especulação por parte dos fãs durante uma década e meia.
Em 2013, mudou-se para Londres com Phil para trabalhar na BBC Radio 1 em seu próprio programa de rádio, Dan and Phil. Segundo o próprio, sua priorização pela sua carreira o fez negligenciar sua vida social e saúde mental e física. Ao passar dos anos, com o aumento de seguidores e atenção, Dan sentiu-se pressionado com a invasão de privacidade e especulação sobre sua sexualidade e relacionamentos, o que o fez passar por crises existenciais e de identidade.
Após concluir sua primeira turnê mundial, The Amazing Tour Is Not On Fire, Dan começou terapia e foi diagnosticado com depressão. Em 2017, publicou um vídeo sobre sua saúde mental, Daniel and Depression, que recebeu respostas positivas e o fez ser nomeado embaixador da organização de saúde mental Young Minds UK.
Em 2018, após finalizar sua segunda turnê mundial, Interactive Introverts, Dan entrou em um hiato por tempo indeterminado de sua carreira como YouTuber. Foi apenas em junho de 2019 que postou um vídeo inédito em seu canal intitulado Basically I'm Gay, onde ele se assume enquanto pessoa queer e conta sua jornada de aceitação de sua orientação e sua relação com a saúde mental. No vídeo, ele descreve seu tão especulado relacionamento com Phil como "mais que amigos, porém mais do que algo apenas romântico [...] somos melhores amigos, companheiros para a vida, como alma-gêmeas de verdade". Em entrevista à revista Attitude Magazine, em outubro de 2020, Dan descreveu a relação entre os dois como: “[Somos] melhores amigos, arqui-inimigos, maridos, parceiros de negócios, parceiros no crime, almas gêmeas, apenas colegas, quem sabe?… Honestamente, somos muito gratos que o mundo esteja em um lugar agora onde nós dois pudemos ser tão vulneráveis e isso foi aceito". 
Em 2021, Dan anunciou seu livro de não-ficção, You Will Get Through This Night ("Você vai sobreviver a esta noite", em tradução livre), em parceria com a psicóloga Heather Bolton. O livro é descrito como um guia prático de saúde mental, em que as estratégias para o enfrentamento de adversidades são contados pela perspectiva bem-humorada de Dan.
Seu hiato do YouTube acabou em 2022, quando postou o vídeo Why I Quit YouTube, onde ele relata sua jornada com o YouTube e anuncia sua terceira turnê de comédia — sendo a sua primeira individual — We're All Doomed!. Ele então voltou a postar vídeos com uma frequência maior, dando início a uma minissérie de humor pós-irônico chamada Dystopia Daily, que durou um ano. No final de 2023, voltou a colaborar com Phil em seu canal conjunto de jogos, DanAndPhilGAMES.
Em 2024, ele e Phil embarcaram em sua quarta turnê, denominada Terrible Influence Tour. Além dos projetos no YouTube, Dan e Phil, em parceria com a gravadora Lowave Records, lançaram um projeto musical denominado DanAndPhilBEATS, com álbuns nos gêneros eletrônica e lo-fi e sem copyright, podendo ser usada de maneira livre e gratuita por outros criadores de conteúdo.

## Carreira

### YouTube
Dan postou seu primeiro vídeo no YouTube em seu canal principal [Daniel Howell, à época chamado danisnotonfire] intitulado HELLO INTERNET, no dia 16 de outubro de 2009. Em 2010 e 2011, Dan, juntamente com Phil, tomou parte no programa anual de 24 horas transmitido na internet, o "Stickaid", projeto que visava angariar fundos para a UNICEF.
Em 2012, Dan ganhou a competição do YouTube "SuperNote", executada por Rhett e Link. Ele também apareceu na série de vídeos semanais Becoming YouTube, criada por Benjamin Cook, que observava os diferentes aspectos em se tornar uma celebridade da internet. Além disso, Howell escreveu um blog para o The Huffington Post, no qual falou sobre o processo criativo por trás dos seus vídeos. Em novembro de 2014,  ganhou o Internet Video Personality of the Year, e aceitou seu prêmio numa cerimônia em Londres.
Dan e Phil colaboraram com o canal do YouTube My Damn Channel, no The Super Amazing Project, no qual eles investigavam eventos paranormais. Dan anunciou a partida de ambos do The Super Amazing Project em 2014. No mesmo ano, Dan e Phil postaram o primeiro vídeo no seu canal de jogos, DanAndPhilGAMES.
Em 2015, eles lançaram um canal de artesanatos e atividades de faça-você-mesmo chamado "DanandPhilCRAFTS", como uma piada de 1 de Abril. O canal contém poucos vídeos que, com uma edição amadora e irônica, mostram tutoriais de faça-você-mesmo com reviravoltas e finais perturbadores.
Seu canal continuou normalmente, até o anúncio de seu hiato no final de 2018. Após uma pausa de um ano (de 2018 a 2019), Dan voltou ao Youtube com o vídeo "Basically I'm Gay". Sua minissérie Dystopia Daily durou de 2022 a 2023 e, depois de seu fim, Dan passou a focar sua carreira como YouTuber em mais projetos em conjunto com Phil.

### BBC Radio 1
Em janeiro de 2013, Dan e Phil se tornaram os apresentadores do programa de entretenimento da BBC Radio 1, nas noites de domingo. Eles já haviam ocasionalmente trabalhado com a estação antes, produzindo vídeos para seu canal de YouTube para o Edinburgh Festival Fringe e apresentando duas transmissões natalinas. O programa foi feito para ser interativo com a audiência, com vídeos de músicas amadoras dos ouvintes, desafios feitos ao vivo pelos apresentadores e pedidos de música. Quatro meses após o começo do show, eles ganharam o prêmio Sony Golden Headphones.
Os dois se apresentaram no Teen Awards em 2013 e 2014, como parte da cobertura online da BBC e seu programa de rádio. Eles também apresentaram os bastidores do Brit Awards 2013.
Em 2014, foi anunciado que o último programa Dan and Phil seria transmitido no dia 24 de agosto, com o duo mudando para um programa diferente nas noites de segunda-feira, com outros vloggers populares. No The Internet Takeover, eles introduzem outros vloggers a um novo formato de show.

### The Amazing Book Is Not On Fire e The Amazing Tour Is Not On Fire
Lançado dia 8 de Outubro de 2015 e publicado pela Random House, o livro The Amazing Book Is Not On Fire (TABINOF) trás curiosidades sobre a vida pessoal de Dan e Phil. Na mesma época, a dupla anunciou a turnê The Amazing Tour Is Not On Fire (TATINOF), um espetáculo teatral que conta uma história fictícia do que aconteceria se a internet fosse transportada para o mundo real, com referências a momentos icônicos da carreira do duo. Nessa mesma turnê, foi lançada a primeira música oficial da carreira de ambos, denominada The Internet Is Here. Os lucros de venda da música nas plataformas digitais foram revertidos à organização de caridade Stand Up To Cancer, que habilita pesquisas para o tratamento de câncer.
O livro The Amazing Book Is Not On Fire ficou no topo da lista General Hardbacks Sunday Times Bestsellers, tendo vendido mais de 26 mil cópias no Reino Unido na primeira semana de seu lançamento. Ele também alcançou o primeiro lugar no New York Times' Bestsellers, na lista de literatura jovem adulta em capa dura.

### Interactive Introverts
Em novembro de 2017, Dan e Phil anunciaram sua segunda turnê, Interactive Introverts (Introvertidos Interativos, em tradução livre), uma turnê mundial agendada para 2018. Tal turnê teve um total de 80 shows em 18 países, incluindo o Brasil, sendo assim uma das maiores turnês de YouTubers da história. A premissa da turnê se baseava em "dar às pessoas o que elas querem", personalizando o espetáculo através da interação com o público em cada teatro. 

### You Will Get Through This Night
Em setembro de 2020, Dan anunciou seu primeiro livro solo, You Will Get Through This Night. Escrito com a supervisão da psicóloga Dra. Heather Bolton, o livro é "um guia pratico para tomar controle de sua saúde mental para hoje, amanhã e depois." O livro foi lançado em 18 de maio de 2021, publicado pela HarperCollins.

### Terrible Influence Tour
Em junho de 2024, Dan e Phil anunciaram em seu canal conjunto, DanAndPhilGAMES, sua nova turnê mundial intitulada Terrible Influence Tour. Através da comédia, o espetáculo procurou explorar problemáticas como o direito a privacidade e individualidade de criadores de conteúdo e propôs uma reflexão a respeito do impacto dos dois YouTubers na Internet.

### Outras Mídias
Em 2013, Dan e Phil viajaram para Nova York em nome da Fuse, onde entrevistaram Fall Out Boy durante a sua turnê de retorno. No mesmo ano, ambos apareceram no Friday Download, um programa de TV ganhador de um prêmio BAFTA. A dupla também teve uma breve aparição de voz no filme da Disney, Big Hero 6, como técnico 1 & 2.

## Prêmios e indicações
| Ano  | Prêmio                                | Indicado(s)                 | Resultado |
| ---- | ------------------------------------- | --------------------------- | --------- |
| 2013 | Sony Golden Headphones Award          | Dan and Phil on BBC Radio 1 | Venceu    |
| 2014 | Teen Choice Award - Web Collaboration | The Photo Booth Challenge   | Indicado  |